# Bán chồng
Bán chồng là một bộ phim truyền hình được thực hiện bởi Trung tâm Phim truyền hình Việt Nam, Đài Truyền hình Việt Nam do Lê Hùng Phương làm đạo diễn. Phim được chuyển thể từ tiểu thuyết cùng tên của nhà văn Lê Nguyệt. Phim phát sóng vào lúc 21h30 thứ 2, 3 hàng tuần bắt đầu từ ngày 22 tháng 7 năm 2019 và kết thúc vào ngày 12 tháng 11 năm 2019 trên kênh VTV3.

## Nội dung
Bán chồng xoay quanh Nương (Oanh Kiều) – một cô gái hiền lành, mộc mạc với cuộc đời lận đận, chơi vơi giữa sóng nước miền Tây.  Ngờ nghệch lao vào tình yêu với Hưng (Tim), người đàn ông hào hoa thành đạt đã có gia đình; vào ngày Hưng hứa hẹn ra mắt gia đình để cưới Nương, hắn đã đột nhiên mất tích và Nương bất ngờ bị một người phụ nữ lừa bắt đi, chuốc thuốc mê, sau đó những tấm ảnh cô ngủ với đàn ông khác đột ngột bị phát tán khắp nơi. Nương suy sụp và có ý định tìm đến cái chết, trong lúc đang tuyệt vọng thì Vui (Anh Tú) – một người cùng làng đã động viên cô, số phận sắp đặt khiến họ thành vợ chồng khi chưa có tình cảm với nhau. Đúng vào lúc Nương mang thai và muốn vun đắp tình cảm với Vui, cô lại phải bán chồng, bán hạnh phúc với cái giá cay đắng – 300 triệu đồng – cho Diệu Ngọc (Cao Thái Hà)...

## Diễn viên
- Oanh Kiều trong vai Nương[4]
- Nguyễn Anh Tú trong vai Vui
- Cao Thái Hà trong vai Diệu Ngọc[5]
- Tim trong vai Hưng[6]
- Khổng Tú Quỳnh trong vai Như
- Ngọc Lan trong vai Phương Nga
- Hạnh Thúy trong vai Bà Tâm
- Bích Hằng trong vai Bà Hảo
- Linh Trung trong vai Ông Chín
- Đinh Hữu Tài trong vai Cường
- Xuân Hiệp trong vai Anh Nin
- Bé Ngân Chi trong vai Nương (lúc nhỏ)
- Bé Phạm Thanh Tú trong vai Vui (lúc nhỏ)
- Bé Bảo Xuyên trong vai Nhí
- Lê Trang trong vai Bà Bảy
- Nghinh Lộc trong vai Bà Tâm
- Kan Thân Trọng trong vai Kiên
- Thúy Vy trong vai Mỹ Lan
- Ngô Duy trong vai Mai
- Lê Tân trong vai Trợ lý

Cùng một số diễn viên khác....

## Nhạc phim
- Đằng sau lời tình vội

Sáng tác: Vũ Việt Anh
Thể hiện: Đồng Lan
- Chạm khẽ giấc mơ

Sáng tác: Vũ Việt Anh
Thể hiện: Lân Nhã

## Giải thưởng
| Năm  | Giải thưởng    | Hạng mục                                     | (Người) đề cử | Kết quả   | Tham khảo |
| ---- | -------------- | -------------------------------------------- | ------------- | --------- | --------- |
| 2019 | Giải Mai Vàng  | Phim truyền hình                             | —             | Đề cử     | [ 7 ]     |
| 2019 | Ngôi Sao Xanh  | Gương mặt triển vọng                         | Tim           | Đoạt giải | [ 8 ]     |
| 2019 | Ngôi Sao Xanh  | Nam diễn viên truyền hình xuất sắc           | Nguyễn Anh Tú | Đề cử     | [ 9 ]     |
| 2019 | Ngôi Sao Xanh  | Nữ diễn viên truyền hình được yêu thích nhất | Oanh Kiều     | Đề cử     | [ 10 ]    |
| 2020 | Giải Cánh diều | Nữ diễn viên phụ xuất sắc                    | Cao Thái Hà   | Đoạt giải | [ 11 ]    |